# فرناندو رودريغيز (لاعب كرة قاعدة)
فرناندو رودريغيز (بالإنجليزية: Fernando Rodriguez)‏ هو لاعب كرة قاعدة أمريكي، ولد في 18 يونيو 1984 في إل باسو في الولايات المتحدة.

## وصلات خارجية
- فرناندو رودريغيز على موقع دوري كرة القاعدة الرئيسي (الإنجليزية)
- فرناندو رودريغيز على موقعبيزبول رفرنس.كوم (الدوري الرئيسي) (الإنجليزية)
- فرناندو رودريغيز على موقعبيزبول رفرنس.كوم (الدوري الثانوي) (الإنجليزية)
- فرناندو رودريغيز على موقع إي إس بي إن.كوم (أم.أل.بي) (الإنجليزية)
- فرناندو رودريغيز على موقع مشجعي الرسوم البيانية (الإنجليزية)